# Ткаченко Валерій Вікторович

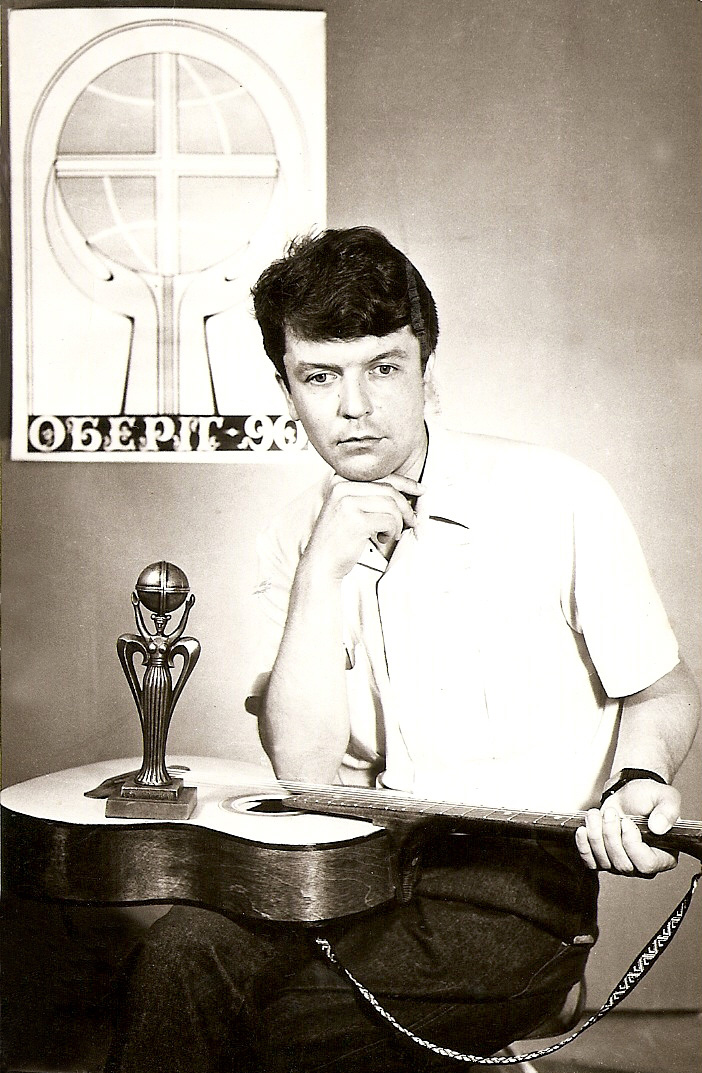
В.В. Ткаченко

Валерій Вікторович Ткаченко (10 лютого 1957, м. Ананьїв, Одеська область — †2 лютого 1999) — український поет, автор виконавець, учасник першого Всеукраїнського фестивалю «Червона Рута», неодноразовий лауреат та переможець (1990) Всеукраїнського фестивалю «Оберіг», лауреат літературної премії імені Є. Багрицького (Одеська область).

## Життєпис
Валерій Вікторович Ткаченко народився 10 лютого 1957 року в Ананьєві, на 2-й дільниці. Там же закінчив школу. Мама — Віра Степанівна, в той час працювала вчителем початкових класів. Батько — Віктор Опанасович, мав дві освіти — культосвітучилище і морехідне училище. Завдяки батькові, Валерій вже з п'яти років брав гармошку в руки і до семи років непогано на ній грав. Саме батько був творчим стрижнем в сім'ї і саме він прищепив дітям інтерес і любов до творчості. В дитинстві Валера постійно римував слова, складав маленькі куплети. Вже тоді стало помітно, що у нього гарне почуття гумору. Любив він також малювати сатиричні та гумористичні картинки. Виявляв себе Валерій і як… «режисер». Як згадує його сестра Тетяна — він розмальовував рулони зі шпалерами і потім показував ці своєрідні «фільми» своїм домашнім. Купував та збирав діафільми. Десь о 8-му класі Валера навчився грати на гітарі. Грав у складі шкільного ансамблю, як їх називали тоді — ВІА. Тоді ж почав складати свої перші пісні.
У 1979 році В. Ткаченко закінчив Вінницький педінститут. Там відвідував літературну студію. Після закінчення інституту повернувся в Ананьїв. Працював методистом в районному відділі народної освіти, потім вчителем історії в школі № 1. У 1989 році зайняв призове місце на обласному огляді-конкурсі самодіяльних композиторів, присвяченому 70-річчю ВЛКСМ. Потім пройшов відбір та брав участь у першому, легендарному фестивалі «Червона Рута» 1989 року в Чернівцях. Став лауреатом літературної премії імені Є. Багрицького (Одеська область). Декілька разів брав участь у Всеукраїнському фестивалі «Оберіг» (м. Луцьк) та став його переможцем у 1990 році, отримавши головну нагороду — Велику Берегиню.
Помер В. В. Ткаченко 2 лютого 1999 року, після тривалої хвороби. За своє коротке та яскраве життя В. Ткаченко написав понад 300 віршів та пісень. Був двомовним поетом - однаково майстерно писав вірші та пісні українською та російською мовами. В побуті та викладаючи історію в школі принципово розмовляв українською. Найбільше творів В. Ткаченко присвятив рідному краю та рідному Ананьєву, трагічним подіям радянського минулого, українському козацтву. Одна з пісень поета — «Камышиные рощи» назавжди стала неофіційним гімном міста, яке він обожнював. Мріяв поет і про європейське майбутнє України:
Реквієм
Нарешті збагнув, нарешті второпав.
Все буде чудово — приснилось мені.
І буде свобода і буде Європа
Та тільки мене вже не буде, о, ні.
Багато у творчому багажі В. Ткаченка ліричних віршів в яких він оспівує любов до Батьківщини, матері, жінки, розмірковує про вічні цінності:
Роздуми над сонетом Шекспіра № 66
Під маскою добра зло торжествує,
Радіє тупість, думку забива.
Талант ніхто не бачить і не чує,
Бездарність сіра, вічно ти жива.
Кожен рік друзі та прихильники таланту вшановують пам'ять свого талановитого земляка. У 2011 році в Ананьєві вперше був проведений меморіальний літературно-музичний фестиваль пам'яті поета. Стараннями друзів у 2011 році був зацифрований та виданий диск «Сумно, солодко, тривожно…» із записами пісень Валерія Ткаченка в авторському виконанні.
Відео виступу В. Ткаченка на фестивалі «Оберіг». Луцьк, 1990 рік